# Scaptia beyonceae
Scaptia beyonceae — вид двокрилих комах родини ґедзів (Tabanidae). Ендемік Австралії. Трапляється на плато Атертон на північному сході Квінсленда. Комаха виявлена в 1981 році, але науково описана лише в 2011 році. Названа на честь американської співачки та актриси Бейонсе.

## Опис
Scaptia beyonceae має яскравий золотистий кінчик на черевці, утворений щільною ділянкою золотистих волосків.
Ці мухи п'ють нектар кількох видів гревілей, чайних дерев і евкаліптів.
Крім екземпляра 1981 року, цю муху збирали лише два рази. Усі три зібрані екземпляри жіночої статі.

## Назва
Вид названо на честь американської співачки та актриси Бейонсе. За словами Браяна Лессарда, дослідника з Австралійської національної колекції комах, який відповідав за назву мухи: «Саме унікальні густі золотисті волоски на черевці мухи спонукали мене назвати цю муху на честь легендарної співачки, виконавиці та актриси Бейонсе, а також дала мені можливість продемонструвати цікаву сторону таксономії — назви видів».